# Gastrotheca ruizi
Gastrotheca ruizi es una especie de anfibios de la familia Amphignathodontidae.
Es endémica de Colombia.
Su hábitat natural incluye montanos tropicales o subtropicales secos, marismas de agua dulce y corrientes intermitentes de agua dulce.
Está amenazada de extinción por la pérdida de su hábitat natural.